# Георг Августин Кевенхюлер
Георг Августин Кевенхюлер (на немски: Georg Augustin von Khevenhüller; Georg Augustin Khevenhüller Herr zu Liechtenstein und Mödling; * 19 септември 1615, Виена; † 18 март 1653, Виена) е благородник от стария род Кевенхюлер от Каринтия, господар на замък Лихтенщайн и Мьодлинг в Долна Австрия.

## Произход
Той е четвъртият син на Августин III Кевенхюлер-Айхелберг (1580 – 1625), фрайхер на Айхелберг до Вернберг, господар на Патерниан (Патернион) и други в Каринтия, и съпругата му Анна Маргарета фон Виндиш-Грец (1594/1585 – 1629), дъщеря на Андреас II фон Виндиш-Грец (1567 – 1600) и фрайин Регина фон Дитрихщайн-Финкенщайн (1567 – 1618). По-големият му брат е Йохан Мориц Кевенхюлер (1610 – 1657).
- Замък Лихтенщайн
- Останки от замък Мьодлинг

## Фамилия
Първи брак: пр. 1640 г. с графиня Сузана Фелицитас фон Лозенщайн (1622 – 1640, погребана в Мария Енцерсдорф), дъщеря на граф Георг Ахац II фон Лозенщайн (1597 – 1653) и втората му съпруга Анна Катарина Зееман цу Мангерн (1599 – 1624), дъщеря на фрайхер Вилхелм Зееман фон Мангерн и Фелицитас фон Рапах. Те имат дъщеря и син:
- Мария Анна Елизабет Кевенхюлер, омъжена за граф Кристоф Фердинанд фон Рапах-Алтенщайг († 1710)
- Фердинанд Йозеф Кевенхюлер (* ок. 1640, кръстен във Виена на 18 март 1640; † 21 октомври 1668, Весте Лихтенщайн), женен ок. 4 януари 1663 г. за графиня Мария Йохана фон Волкенщайн († сл. 1670)

Втори брак: през 1640 г. за фрайин Мария Салома фон Регал. Бракът е бездетен.